# Lepadichthys springeri
Lepadichthys springeri is een straalvinnige vissensoort uit de familie van schildvissen (Gobiesocidae). De wetenschappelijke naam van de soort is voor het eerst geldig gepubliceerd in 2001 door Briggs.